# Scutomegninia chathamensis
Scutomegninia chathamensis är en spindeldjursart som beskrevs av Mironov 1990. Scutomegninia chathamensis ingår i släktet Scutomegninia och familjen Avenzoariidae. Inga underarter finns listade i Catalogue of Life.